# Andreas Hofer
(Paolo Gulisano, Andreas Hofer. Il Tirolese che sfidò Napoleone, Ancora, p. 97)
Andreas Hofer (San Leonardo in Passiria, 22 novembre 1767 – Mantova, 20 febbraio 1810) è stato un condottiero e guerrigliero austriaco. Locandiere e commerciante di cavalli, divenne comandante contro l'invasione del Tirolo da parte delle truppe francesi.
Noto anche come Generale Barbòne, guidò le milizie di insorti tirolesi che combatterono assieme all'esercito dell'Impero austriaco contro francesi, bavaresi ed alleati, nel corso della guerra della quinta coalizione, all'interno della quale si sviluppò l'Insorgenza tirolese.
La sua fama postuma si deve in massima parte alla propaganda asburgica ottocentesca, che ne riscrisse le imprese in un'ottica romantica, in un'epoca in cui i diversi nazionalismi europei creavano i loro miti nazionali. Inizialmente funzionale al nazionalismo pangermanista, il mito di Hofer ha subito, a seconda del momento e della situazione politica, diverse revisioni. Viene celebrato in accordo alla narrazione romantica di stampo ottocentesco e presentato come un eroe nazionale tirolese. In passato, in italiano era conosciuto anche con il nome di Andrea Hofer.

## Biografia

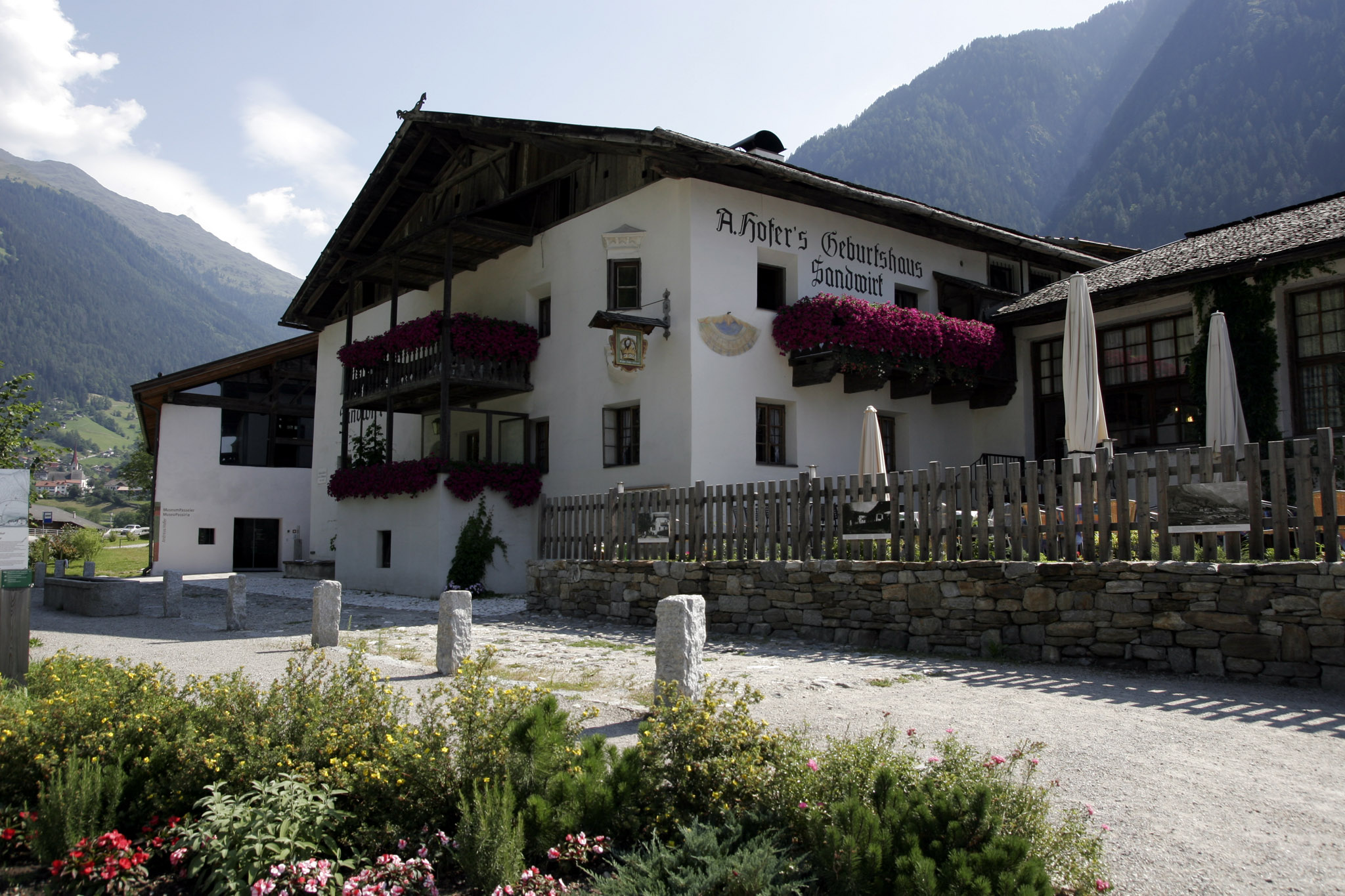
Osteria di Andreas Hofer in San Leonardo in Passiria

### Famiglia
Nato il 22 novembre 1767, nel maso della famiglia Sandhof, era il minore e l'unico di sesso maschile dei sei figli di Josef Hofer e Maria Aigentler. La famiglia Hofer gestiva da tempo l'osteria "alla Corona d'oro" e il maso ad essa annesso. Questa osteria era situata lungo una strada trafficata e di notevole importanza della Val Passiria che portava al passo Giovo. Il padre Josef e altri avi di Andreas erano stati anche funzionari dell'amministrazione giudiziaria locale come avvocati difensori.
Andreas crebbe in una famiglia profondamente cattolica. Un avo di Andreas era andato in pellegrinaggio in Terra santa e al ritorno aveva fatto erigere nel suo maso una piccola cappella.
La madre Maria morì quando Andreas aveva solo tre anni e il padre, nel 1772, si risposò con Anna Frick. Nel 1774 morì anche il padre, e il maso Sandhof venne gestito da Josef Grüner, il marito della sorella maggiore Anna (che invece si occupò dell'educazione dei fratelli), fin quando Andreas raggiunse la maggiore età. La legge tirolese del "maso chiuso", infatti, affermava che il maso doveva essere ereditato dal primo figlio maschio.

### Giovinezza
Frequentò la scuola elementare obbligatoria, introdotta nel 1774 dall'imperatrice Maria Teresa d'Austria. Nello stesso periodo, aiutò la sua famiglia lavorando.
A questo scopo fu mandato in Trentino per poter imparare la lingua italiana, molto utile per il lavoro che avrebbe dovuto svolgere in seguito. Dapprima lavorò a Cles, il centro più importante della Val di Non, come stalliere, e successivamente, per tre anni, in un albergo a Ballino, un paese situato sulla strada fra Stenico e Riva del Garda.

Raggiunta la maggiore età, Andreas venne in possesso del maso di famiglia. Un suo compaesano, di nome Johann Stafler, così lo descrisse: 
Si sposò con Anna Ladurner, una giovane contadina di Lagundo, nel 1789. Ebbe sei figlie e un figlio: Maria Geltrude, Maria Crescenzia, Rosa Anna, Anna Geltrude, Geltrude Giulia, Crescenzia Margarita e Johann Stefan.
Nel 1796 era in corso la Campagna d'Italia da parte del giovane Napoleone Bonaparte. in Tirolo si iniziò a temere una probabile invasione da parte delle truppe napoleoniche, cosicché varie compagnie di Schützen furono mobilitate. Hofer, dalla Val Passiria, presidiò il non lontano passo del Tonale.

### Guerra della quinta coalizione e insorgenza tirolese del 1809
Il Tirolo, in seguito alla sconfitta dell'Austria nella guerra della Terza coalizione (1805-1806), fu annesso alla Baviera con la pace di Presburgo.
I bavaresi cominciarono a varare nella provincia tirolese (comprendente le attuali regioni del Tirolo in Austria e Trentino-Alto Adige in Italia) appena acquisita, una serie di riforme di stampo illuministico. Suscitò (come dovunque) resistenza l'introduzione della leva di massa sul modello francese, divenuta necessaria per via delle mutate esigenze belliche. Suscitarono resistenza anche le riforme per la limitazione del potere ecclesiastico, varate dal bavarese Maximilian von Montgelas. nonché l'introduzione della vaccinazione obbligatoria contro il vaiolo.
L'insurrezione cominciò subito dopo la scoppio della guerra della quinta coalizione, che iniziò il 10 aprile 1809 con l'invasione della Baviera, alleata della Francia, da parte dell'esercito austriaco, al comando dell'arciduca Carlo d'Asburgo-Teschen. Andreas Hofer, in base agli accordi segreti stabiliti con gli Asburgo, si mise allora a capo degli insorti.
All'insorgenza parteciparono anche 18 000 trentini, dei quali 4 000 morirono.
L'11 aprile 1809 Hofer con i suoi insorgenti occupava Vipiteno, già evacuata dai francobavaresi. Il 16 aprile l'esercito imperiale austriaco occupava Innsbruck.
A partire dal 30 aprile, una controffensiva francobavarese al comando del generale François Joseph Lefebvre riconquistò in breve l'intera regione. Il 23 maggio tuttavia, a Lefebvre fu ordinato di abbandonare il Tirolo per ricongiungersi al grosso delle truppe napoleoniche. Gli insorti approfittarono della situazione per lanciare una nuova offensiva. Nei giorni 25 e 29 maggio vennero combattute le due Battaglie del Monte Isel, in seguito alle quali le truppe bavaresi, battute infine il 29 maggio, dovettero ritirarsi sul fondovalle dell'Inn.
Nel mentre l'esercito dell'Impero Austriaco era stato annichilito nella battaglia di Wagram, e fu costretto a chiedere la pace (Armistizio di Znaim), che ovviamente riconfermava il possesso della Baviera sul Tirolo, che fu riconquistato dal generale Lefebvre.
In seguito ad una nuova chiamata alle armi della milizia territoriale, i tirolesi ottennero un'ulteriore vittoria il 13 agosto 1809 presso il Monte Isel (15 000 soldati bavaresi, sassoni e francesi al comando del generale François Joseph Lefebvre affrontarono un di poco inferiore schieramento di Schützen sotto la guida di Hofer), dopo la quale lo stesso Andreas Hofer si insediò alla Hofburg di Innsbruck come "reggente del Tirolo".

### Fine dell'insorgenza e morte

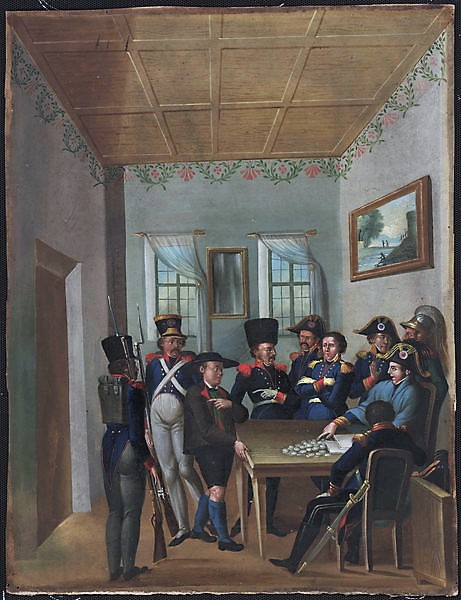
Franz Raffl rivela il nascondiglio di Andreas Hofer in un dipinto di Leopold Puellacher del 1820

Immediatamente dopo la pace di Schönbrunn, il Tirolo fu facilmente riconquistato da Eugenio di Beauharnais. Hofer offrì la resa in cambio della clemenza, e si ritirò presso la sua locanda.
Gli uomini più intransigenti raggiunsero però Hofer, convincendolo a rompere l'accordo. Si arrivò quindi ad un nuovo tentativo di insurrezione. Lo scontro si concluse di fatto il 1º novembre con la sconfitta tirolese sul Monte Isel, presso il ponte sull'Inn ad Innsbruck.
Hofer dovette fuggire; denunciato dall'ex insorto Franz Raffl (poi etichettato come il Giuda del Tirolo), il 28 gennaio 1810 fu preso prigioniero nella baita della malga Pfandler, un pascolo alpino della fattoria di Prantago di fronte a San Martino in Passiria.
Un testimone dell'arresto, Sweth, così racconta: 
Condotto a Mantova, fu portato dinanzi a un tribunale militare. La popolazione di Mantova fece una colletta di 5 000 scudi per liberare il condannato, ma non riuscendoci il denaro servì per pagare l'avvocato difensore Gioacchino Basevi. L'erudito padre Antonio Bresciani riporta un aneddoto secondo il quale in una notte di prigionia una stufa esalò gas tossici. Mentre il carceriere dormiva Andreas Hofer si rese conto del pericolo e salvò il carceriere, nonostante l'occasione di fuga che gli si era presentata.
Scrisse nella sua ultima lettera, indirizzata all'amico Puhler:
Il denaro che avevo con me l'ho diviso tra i poveri. Prendi di quel che resta ancora (in Passiria) quanto ti occorre fino a quando potrai parlare con Hans Mayr. Lui parlerà sicuramente alla gente anche del denaro per i poveri. Per il resto fai tu i conti con loro, più onestamente che puoi, affinché io non debba espiare in Purgatorio.
Caro signor Phuler, vada per me e esponga la faccenda all'oste di sotto a San Martino, Lui darà certo disposizioni. Non parli però con nessuno di queste cose; si faccia dare 50 fiorini e in più (il rimborso) di tutte le spese.
State tutti bene in vita finché ci ritroveremo in cielo e vi loderemo Dio fino alla fine. Tutti gli abitanti della Passiria e i miei conoscenti mi ricordino nelle loro preghiere. Che l'ostessa non si addolori troppo, io pregherò Dio per tutti voi. Addio, mio mondo infame, la morte mi sembra così facile che gli occhi non mi si bagnano.
Scritto alle ore cinque di mattina, e alle nove con l'aiuto di tutti i santi farò il mio viaggio verso Dio.
Mantova li 20 febbraio 1810.
Il tuo in vita amato Andreas Hofer di Sand in Passiria.
Nel nome del Signore comincerò il mio viaggio con Dio!
Fatelo sapere anche a Morandell.»
Il 20 febbraio 1810 fu condotto davanti al plotone di esecuzione.Secondo la leggenda, nelle mani aveva un crocifisso ornato di fiori. Non si fece bendare e disse: "Io sto davanti a colui che mi ha creato e in piedi io voglio consegnargli la mia anima".
Le sue ultime parole si ritiene siano state "Franz, Franz, questo lo devo a te!", con ciò riferendosi a Francesco I, dal 1804 Imperatore d'Austria, che era passato dalla parte di Napoleone. Verrà anche riferito tuttavia che Hofer abbia esclamato, dopo che la prima salva sparata dal plotone d'esecuzione aveva mancato il bersaglio: "Ah, come sparate male!".
Le esequie furono celebrate nella chiesa mantovana di San Michele, dove Hofer venne sepolto nel cimitero vicino.
La salma di Andreas Hofer fu quindi trafugata ed è sepolta dal 1823 nella Hofkirche a Innsbruck.

## Creazione del mito
Con la Restaurazione le vicende dell'insorgenza caddero nell'oblio. La rivolta fu dimenticata nello stesso Tirolo: la situazione economica permaneva negativa ed era diffusa fra i tirolesi l’opinione che la guerra fallita, con tutte le sue devastazioni, fosse la causa principale della crisi. Inoltre molte delle misure legislative contro cui i rivoltosi avevano combattuto erano state conservate dall'impero d'Austria, cosicché anche sul piano politico l'insurrezione appariva un sostanziale fallimento. Il governo austriaco non commemorò le vicende; fra gli altri Metternich considerava Hofer soltanto un pericoloso ribelle. Il governo d'altronde non aveva interesse a celebrare uomini che prima erano stati istigati e quindi abbandonati dall'imperatore. A Vienna era ben noto il malcontento esistente in Tirolo per la conferma della legislazione napoleonica, cosicché le autorità imperiali non potevano certo favorire la conservazione del ricordo di chi si era sollevato in armi contro di essa. Inoltre gli Asburgo non si fidavano dei tirolesi.
Furono i poeti romantici a dare notorietà alle vicende dell'insorgenza, fra questi il fondatore del romanticismo inglese, William Wordsworth, che compose quattro sonetti dedicati a Hofer. Anche Coleridge, Lord Byron, e i coniugi Shelley se ne interessarono. Lo scrittore tedesco Theodor Körner aveva dedicato ad Hofer alcuni versi prima di morire. I poeti romantici crearono lo stereotipo dei semplici montanari "combattenti per la propria libertà".
Nel 1823 cinque Kaiserjäger, reduci dalla repressione dei moti del 1820 a Napoli, trafugarono la salma di Hofer da Mantova. Le autorità colsero l'occasione per sfruttare l'immagine di Hofer. Il corpo fu inumato nella chiesa di corte di Innsbruck con una solenne cerimonia. Iniziava così l'invenzione del mito dell'insorgenza in funzione nazionalistica: Hofer venne presentato come un patriota, fedele all'imperatore e difensore della religione, il tutto sintetizzato dal motto “Dio, Imperatore e Patria” (“Gott, Kaiser und Vaterland”). La retorica ufficiale comportò la rimozione dei reali obiettivi della rivolta (la crisi economica, l'opposizione alla vaccinazione, l'integralismo religioso, ecc.), anche perché molte delle riforme che avevano suscitato malcontento erano state confermate dallo stesso impero d'Austria, che aveva conservato buona parte della legislazione napoleonica, confermato l'obbligo vaccinale ed introdotto il servizio di leva. Scomparve inoltre dalla retorica ufficiale l'atteggiamento ambiguo tenuto da Francesco I verso gli insorti, istigati alla rivolta quando ormai era inutile e poi abbandonati a sé stessi.
Nel frattempo si era creato un interesse turistico sulla vicenda, alimentato dalle guide di viaggio. Nel 1830, grazie ai poeti romantici, Hofer era diventato nel resto d'Europa un'icona tipica tirolese, descritto come un montanaro semplice e popolare, un impavido capopopolo, un guerriero che aveva lottato contro gli invasori della sua terra. Cominciava inoltre ad essere un simbolo del pangermanismo. Nel 1831 fu scritto il canto di Andreas Hofer, inno pangermanista, che ebbe un notevole successo, cristallizzando gli stereotipi.
Durante le guerre di indipendenza italiane (1848-1866) Hofer fu utilizzato in funzione antiliberale ed anti italiana, per divenire compiutamente, dopo il 1809, un'icona del pangermanismo.
Altri poeti alimentarono l'immagine popolare di Hofer. Guide di viaggio, opere teatrali e musicali a fine ottocento promossero un turismo di contenuto storico. Nel primo Novecento in tutto il Tirolo si innalzarono monumenti e si dedicarono a lui strade e piazze. Si consolidò così la visione popolare ed eroica di questo personaggio e l'idea che il popolo tirolese avesse un istinto di libertà che lo porterebbe a insorgere e battersi contro il dominio degli stranieri. Questa immagine fu risaltata nel 1909 con il primo giubileo hoferiano.
Dopo la prima guerra mondiale Hofer divenne un simbolo antifascista, per poi divenire un'icona del nazismo (il suo antisemitismo lo rese particolarmente adatto questo scopo); a partire dal secondo dopoguerra ne cominciò lo sfruttamento politico da parte delle associazioni Schützen dell'Alto Adige in funzione anti italiana.

A fianco delle celebrazioni ufficiali, volte a rappresentare Hofer come Freiheitskämpfer (combattente per la libertà), non mancarono voci critiche, che evidenziavano non avevano assolutamente nulla a che fare con la libertà, in quanto mirati a restaurare l'ordine religioso e sociale dell'antico regime. Fra le voci critiche Friedrich Engels si espresse duramente:
A Merano fu innalzato nel 1914, su progetto dello scultore Emanuel Pendl, un monumento a Andreas Hofer (Andreas-Hofer-Denkmal), nei pressi della Stazione di Merano, inaugurata però solamente il 3 aprile 1920, ovvero quando Merano faceva già parte del Regno d'Italia, con l'iscrizione Für Gott, Kaiser und Vaterland (per Dio, l'imperatore e la patria).

### La revisione storica del mito
In tempi più recenti la visione retorica del mito è stata effettuata in termini più equilibrati. Nel 1984 Alexander Langer denunciava la falsità delle celebrazioni ufficiali, senza però indulgere in acritiche demonizzazioni ed evidenziando gli aspetti positivi dell'insorgenza. Una più rigorosa revisione storica del mito è stata quindi effettuata da storici professionisti, soprattutto in occasione del bicentenario del 2009, quando si è cercato di dare una descrizione oggettiva degli avvenimenti restituendogli la vera dimensione storica. Il tutto in contrasto con la retorica delle celebrazioni ufficiali, ma senza scendere nella denigrazione controcelebrativa.
Si è evidenziato che gli insorti non hanno combattuto né per la "libertà", né per la "patria", ma solo per difendere il loro modo di vita tradizionale, stravolto dalle ingerenze dello nuovo corso illuminista, che imponeva il controllo statale anche su società precedentemente isolate e lasciate libere di autogestirsi. Il tentativo di ritornare sotto il dominio degli Asburgo, rinunciando così ai diritti garantiti dalla rivoluzione francese era dettato dall'illusione di sfuggire al peggioramento delle condizioni di vita che si erano avute sotto la Baviera, e che erano in realtà causate dalle continue guerre napoleoniche. In questo contesto il "prima" fu rappresentato come una specie di "età dell'oro".

## Citazione e omaggi

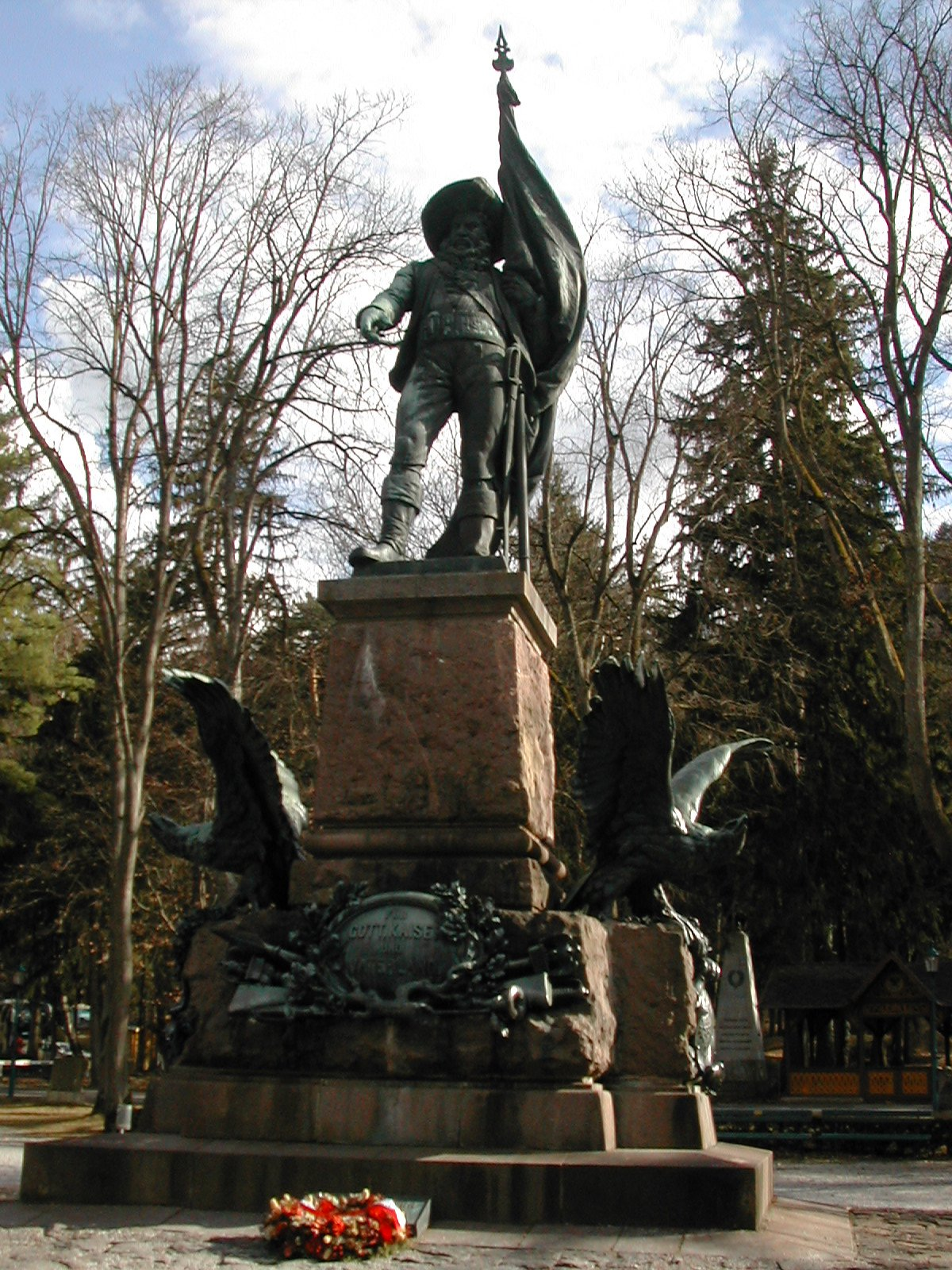
Monumento ad Andreas Hofer a Innsbruck

Nell'autunno del 1809 il giornale inglese The Friend pubblicò cinque sonetti di William Wordsworth su Andreas Hofer e le sue gesta. Ecco riportato il testo:
By whom the undaunted Tyrolese are led?

Or is it Tell's great Spirit, from the dead

Returned to animat an age forlorn?

He comes like Phobus through the gates of morn

When dreary darkness is discomfited,

Yet mark his modest state! upon his head,

That simple crest, a heron's plume, is worn.

O Liberty! they stagger at the shock

From van to rear - and with one mind would flee,

But half their host is buried: - rock on rock

Descends: - beneath this godlike Warrior, see!

Hills, torrents, woods, embodied to bemock

The Tyrant, and confound his cruelty.»
da cui sono guidati gli intrepidi tirolesi?

O si tratta del grande spirito di Guglielmo Tell,

dai morti tornato ad animare un tempo disperato?

Egli viene come Phobus attraverso i cancelli del mattino

Quando l'oscurità tetra è sconcertata

eppure la sua condizione è modesta! sulla sua testa indossa quale semplice cimiero un pennacchio di airone.

O Libertà! Essi barcollano avanti e indietro sotto pressione - e con la mente si vorrebbe fuggire.

Ma la meta della loro schiera è già sepolta: roccia su roccia

discende: -guarda! Al di sotto di questo divino guerriero

colline, torrenti, boschi, riuniti a disdignare il Tiranno,

e sconvolgere la sua crudeltà.»
(William Wordsworth)
Il Re d'Italia Vittorio Emanuele III nel suo viaggio in Alto Adige, dal Brennero volle passare per la Val Passiria (attraverso il Passo di Giovo, allora una stradina sterrata e stretta), per visitare la casa natale dell'eroe tirolese. Sul quotidiano locale Tiroler il giorno 17 ottobre 1921, furono riportate alcune righe sulla visita del re, che fu accolto dalle autorità locali e ricevette, come omaggio, un mazzo di fiori da una giovane diciassettenne, Federica Ennmoser. Visitando la casa natale di Hofer, il re volle firmare il libro dei visitatori.
Nel dicembre 1974 Albino Luciani (futuro papa Giovanni Paolo I), nella sua rubrica sul Messaggero di Sant'Antonio, pubblicò una lettera indirizzata ad Andreas Hofer in cui affermò:
(Paolo Gulisano, Andreas Hofer. Il Tirolese che sfidò Napoleone, Ancora, p. 138, raccolta nel volume Illustrissimi, Messaggero, Padova 2000)
Nel corso del XIX secolo, Hofer è stato descritto ai cittadini tirolesi come eroe nazionale, e la sua opera è raffigurata in una serie di monumenti. Con cadenza annuale viene festeggiato il 20 febbraio come eroe del Tirolo. La commemorazione si svolge presso la città di Mantova, nel quartiere di Cittadella. All'interno del parco pubblico "Andreas Hofer" è presente il monumento che ne ricorda la nascita e la morte. L'iniziativa è organizzata dalla circoscrizione nord del comune di Mantova e da delegazioni di Schützen provenienti da tutto il Tirolo austriaco, nonché dal Trentino-Alto Adige.
L'Andreas-Hofer-Lied, canto "Zu Mantua in Banden der treue Hofer war" (Il fedele Hofer era a Mantova in catene), è divenuto nel 1948 l'inno ufficiale del Land Tirolo.
A Hofer è dedicato l'asteroide 17459 Andreashofer e, nel Tirolo, un treno.

## Controversie
(Friedrich Engels)
La sua figura è controversa. Un ricordo di segno inverso delle battaglie antinapoleoniche dei tirolesi hoferiani è impresso nella memoria delle vallate dolomitiche del Cadore, in provincia di Belluno, dove nell'agosto del 1809 gli Schützen ampezzani e sudtirolesi (guidati da Giuseppe Hirschstein e da Ferdinand Anton von Oulerich, meglio noto come Luxheim) nella loro foga antifrancese si resero protagonisti di ripetute scorribande in queste zone, con violenze, incendi e saccheggi ai danni della popolazione locale.

## Filmografia
- Andreas Hofer, regia di Rudolf Biebrach (1909)
- Tirol in Waffen, regia di Carl Froelich (1914)
- Andreas Hofer, regia di Hanns Prechtl (1929)
- Andreas Hofer 1809 – Die Freiheit des Adlers (Andreas Hofer 1809 - La libertà dell'aquila), uscito in Italia col titolo La libertà dell'aquila (2001/2002). Interpreti principali: Tobias Moretti nei panni di Andreas Hofer, Franz Xaver Kroetz nei panni del comandante Joachim Haspinger; Martina Gedeck nel ruolo di Mariandl. Regia di Xaver Schwarzenberger.
- Bergblut – Die Liebe einer Frau. Das Schicksal Tyrols (Sangue di montagna), uscito in Germania e Austria nel 2010. Interpreti principali: Inga Birkenfeld nel ruolo di Katharina, Klaus Gurschler nei panni di Andreas Hofer, Verena Buratti nei panni di sua moglie, Anna Ladurner Hofer. Regia di Philipp Pamer.